# 崔虎星
崔 虎星（チェ・ホソン、최호성、1973年9月23日）は、大韓民国の男子プロゴルファー。

## 人物
慶尚北道浦項市出身。浦項海洋科學高等學校（浦項水産高等学校）卒業後に地元の水産会社に就職するが、工場でのマグロの解体作業中に誤って右手親指の一部を切り落とす事故に遭遇してしまう。その後に腹部の皮膚を採取して右手親指に移植する皮膚再生手術を受けたが、その影響で右手親指は左手より短くなってしまった。この障害のために大韓民国の成年男子に義務付けられている兵役に就くことが出来なくなり、漂流人生を送る羽目になって職を転々としたという。
25歳の頃になり、『住居と食事が確保される』という理由でゴルフ場の職を得る。就職先のゴルフ場では営業担当の業務に就いておりゴルフ場の経営者から「競技者の気持ちを理解できるように」と言われて初めてゴルフクラブを握り、練習を始めたのがきっかけとなり本格的にゴルフの道を進むこととなる。
多くの大韓民国プロゴルファーとは違い、師匠もコーチもおらず独学だけでスイングを作って独自のスタイルで腕を磨いたことにより、ゴルフを初めて僅か1年で韓国プロゴルフ協会のプロテストに合格し、1999年に大韓民国プロゴルフ協会登録競技者となった。
2001年にツアープロとなり、2008年のSBSツアーチャンピオンシップで初優勝を飾った。
2012年に日本プロゴルフツアー (JGTO) 参戦を決意し、同年末のクォリファイングトーナメントを通過して参戦資格を得ると、2013年のインドネシアPGA選手権（ワンアジアツアー&日本ゴルフツアー機構共同開催）にて優勝を飾った。
これ以後、日本プロゴルフツアーでの勝利に恵まれない時期が続いたが、2018年11月にカシオワールドオープンゴルフトーナメントにて15アンダーで優勝を飾り、5年ぶりに日本ツアーで勝利（日本国内の大会では初勝利）を挙げた。
2024年の日本シニアオープン選手権優勝